# VolunteerMatch
VolunteerMatch — веб-сервис способствующий созданию и развитию волонтёрских сообществ и инициатив; лидер в своей области.

## Организация
Владеет и управляет проектом компания Impact Online, Inc., зарегистрированная в 1994 году.
Руководит компанией (президент и директор) Грег Балдуин (англ. Greg Baldwin).
Штаб-квартира организации расположена в Сан-Франциско (Калифорния, США).
Проект VolunteerMatch запущен компанией Impact Online, Inc. 20 апреля 1998 года, совместно с проектом «Американский волонтёр».

## Деятельность
VolunteerMatch способствуют взаимному нахождению волонтёров и проектов, а также последующему объединению их ресурсов, взаимодействию и координации.
Сайт предлагает различные сервисы для поддержки волонтёрских проектов общественных организаций и гражданских активистов, предоставляя им услуги и корпоративные инструменты по профилю.
К услугам проекта прибегают также компании, государственные и местные правительственные организации.
Сайт обслуживает широкий спектр организаций, действующих в автомобильном и транспортном секторах, банковском деле, финансовых и бизнес услуг, потребительских товаров, образовании, энергетики, здравоохранении и фармацевтике, производстве, торговле, технологии, телекоммуникации и других отраслях.
Кроме веб-представительства с 15 марта 2010 года проект начал предлагать приложения для мобильных платформ, а с июня 2011 года — бесплатный для некоммерческого использования программный интерфейс (API), для построения волонтёрских сетей.
Большинство сервисов для физических лиц и организаций предоставляется бесплатно, однако для крупных некоммерческих организаций и компаний предусмотрены возмездные пакеты.
Проект изначально стремится к построению финансово устойчивого самоокупаемого социального предприятия, однако на протяжении всей своей многолетней истории не смог этого достичь, покрывая дефицит бюджета за счёт пожертвований и грантов.

## Показатели деятельности
Количество волонтёрских проектов, размещённых на сайте росло следующими темпами: 1 млн (9 января 2003 года), 2 млн (16 марта 2005 года), 3 млн (13 марта 2009 года), 7 млн (сентябрь 2011 года).
На 2008 год его услугами пользовались Американский Красный крест, Корпус мира, организация скаутов США и многие другие.
VolunteerMatch лауреат множества профильных наград.